# جورج وليامز (محامي)
جورج وليامز (بالإنجليزية: George Williams)‏ هو محامي أسترالي، ولد في 1969.